# Nicola Maldacea
Nicola Maldacea (Napoli, 29 ottobre 1870 – Roma, 5 marzo 1945) è stato un attore, comico e cantante italiano, specializzato nel genere teatrale della macchietta, di cui fu uno dei pionieri assoluti fra l'Ottocento e il Novecento.

## Biografia

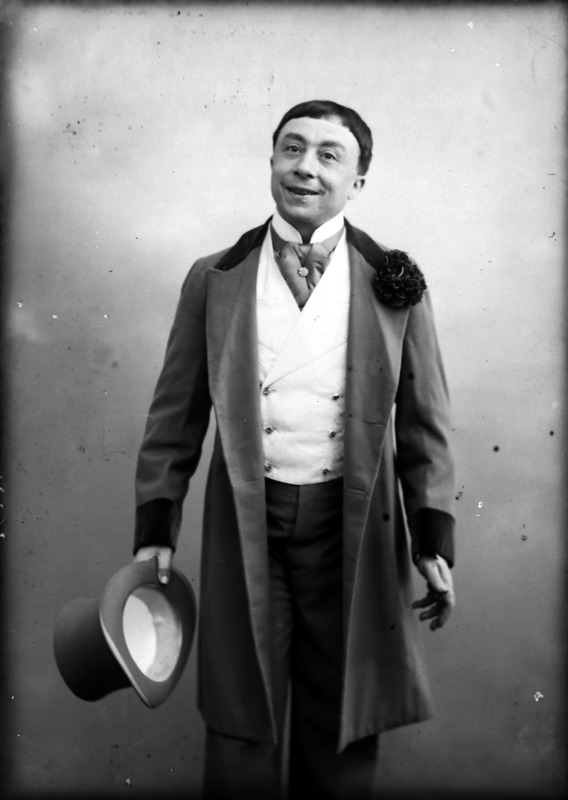
Maldacea con cilindro

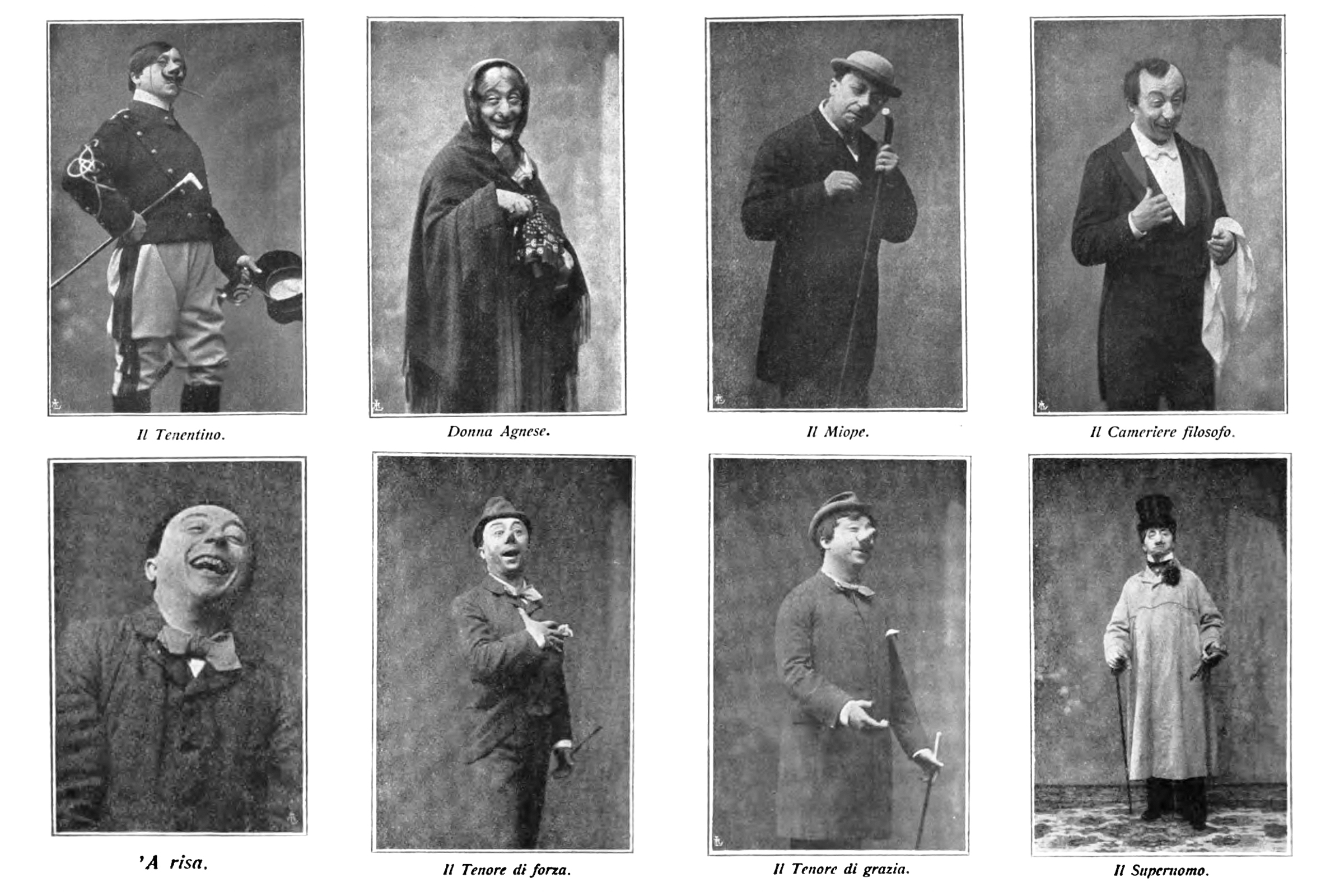
Serie di fotografie di Luca Comerio in cui Maldacea si produce in alcune delle sue più celebri macchiette

Figlio di un maestro elementare originario di Cosenza, intraprese la carriera teatrale nella propria città natale debuttando giovanissimo sulle assi dei palcoscenici dei varietà e dei cafè-chantant.
Dotato di una voce robusta, esordì come canzonettista esibendosi nei locali della provincia del capoluogo campano, fino alla scrittura per le compagnie teatrali di Eduardo Scarpetta e Gennaro Pantalena, con le quali ebbe modo di farsi conoscere e approdare al Salone Margherita.
Lo stile recitativo adottato durante l'esecuzione dei brani fece sì che Maldacea ne fornisse un'interpretazione satirica adatta alla caricatura dei personaggi trattati: nacquero così le macchiette, che Maldacea stesso così descrisse:
(Nicola Maldacea)
A tal proposito, su di lui la critica fu spesso favorevole e largamente positiva. Così lo descriveva la Gazzetta Musicale di Milano edita da Ricordi nel dicembre 1903:
(Gazzetta Musicale di Milano (1903))
Nel periodo precedente la prima guerra mondiale furoreggiò nei teatri napoletani, divenendo uno degli attori più famosi della città. Tra i tipi o macchiette più celebri da lui interpretati figurano "Il Conte Flick", "'O jettatore", "il Superuomo", "'O Rusecatore", "l'Elegante": musicate da Vincenzo Valente e Salvatore Gambardella, le macchiette avevano tra gli autori nomi come Salvatore Di Giacomo, Trilussa, Rocco Galdieri e altri, che scrissero, spesso senza firmarsi, appositamente per Maldacea.
Si produsse anche nel cinema, quasi sempre in parti da caratterista.
Morì a Roma il 5 marzo 1945. Il comune di Napoli effettuò la traslazione dei suoi resti da Roma al cimitero di Poggioreale, dove si trovano in un viale, nei pressi della Congrega dei professori di Belle Arti.
Una sua biografia è stata pubblicata nel volume In scena en travesti di Andrea Jelardi, con prefazione della critica del balletto Vittoria Ottolenghi che scrive di lui:
(Vittoria Ottolenghi)

## Filmografia parziale

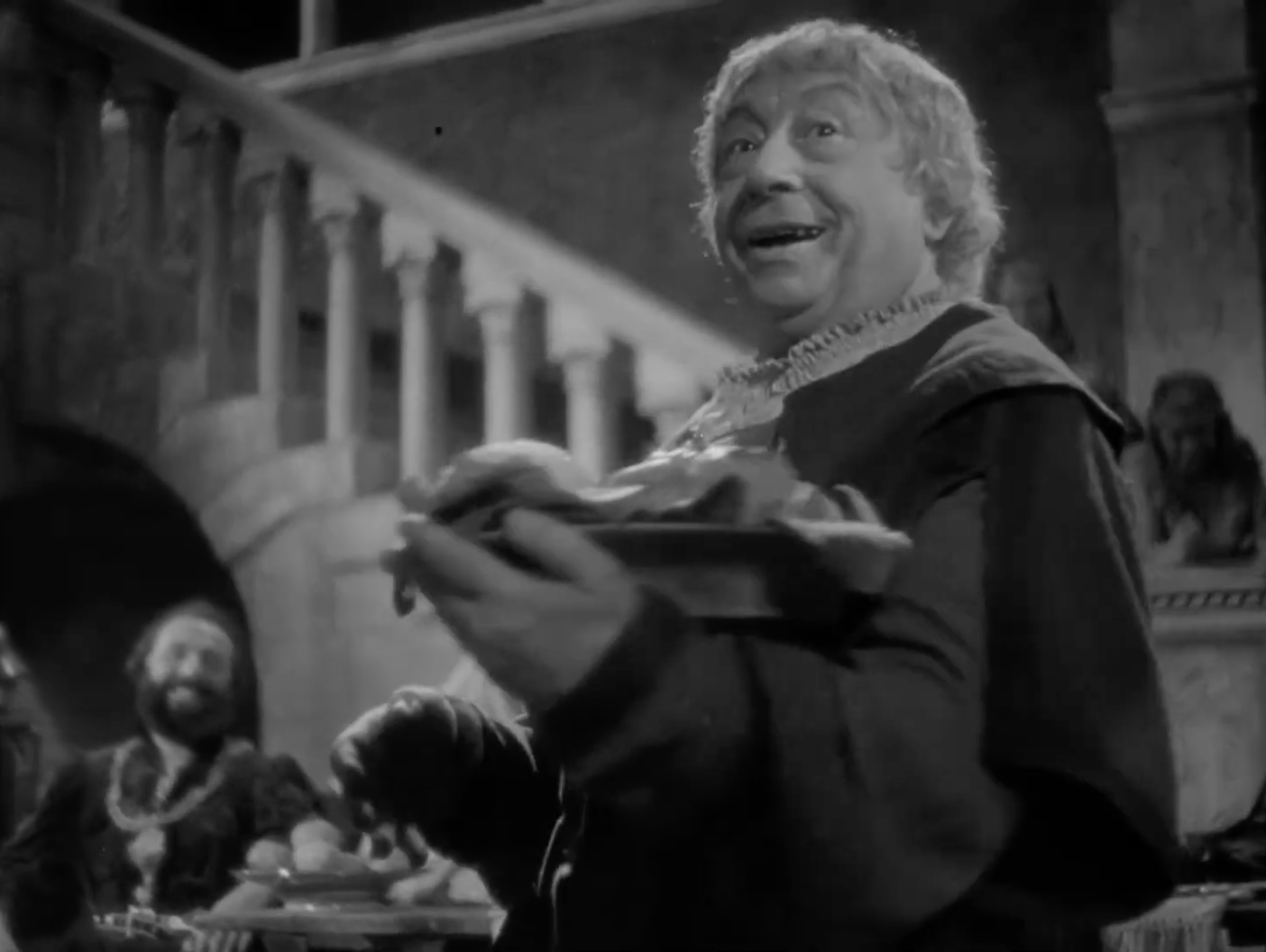
Nicola Maldacea in Ettore Fieramosca (1938)

- Re burlone, regia di Enrico Guazzoni (1935)
- I due sergenti, regia Enrico Guazzoni (1936)
- Amazzoni bianche, regia di Gennaro Righelli (1936)
- Ballerine, regia di Gustav Machatý (1936)
- Trenta secondi d'amore, regia di Mario Bonnard (1936)
- Re di denari, regia di Enrico Guazzoni (1936)
- Napoli verde-blu, regia di Armando Fizzarotti (1936)
- Ho perduto mio marito, regia di Enrico Guazzoni (1936)
- L'albero di Adamo, regia di Mario Bonnard (1936)
- I fratelli Castiglioni, regia di Corrado D'Errico (1937)
- Nina, non far la stupida, regia di Nunzio Malasomma (1937)
- Fermo con le mani!, regia di Gero Zambuto (1937)
- Il feroce Saladino, regia di Mario Bonnard (1937)
- È tornato carnevale, regia di Raffaello Matarazzo (1937)
- I due misantropi, regia di Amleto Palermi (1937)
- Il fu Mattia Pascal, regia di Pierre Chenal (1937)
- Ettore Fieramosca, regia di Alessandro Blasetti (1938)
- Inventiamo l'amore, regia di Camillo Mastrocinque (1938)
- Le due madri, regia di Amleto Palermi (1938)
- Luciano Serra pilota, regia di Goffredo Alessandrini (1938)
- I figli del marchese Lucera, regia di Amleto Palermi (1938)
- Per uomini soli, regia di Guido Brignone (1938)
- Marionette, regia di Carmine Gallone (1938)
- Eravamo sette sorelle, regia di Mario Mattoli (1938)
- Napoli d'altri tempi, regia di Amleto Palermi (1938)
- Partire, regia di Amleto Palermi (1938)
- L'allegro cantante, regia di Gennaro Righelli (1938)
- Il socio invisibile, regia di Roberto Roberti (1939)
- Papà Lebonnard, regia di Jean de Limur e Marcello Albani (1939)
- Ultima giovinezza, regia di Jeff Musso (1939)
- Napoli che non muore, regia di Amleto Palermi (1939)
- La vedova, regia di Goffredo Alessandrini (1939)
- Kean, regia di Guido Brignone (1940)
- Ecco la felicità, regia di Marcel l'Herbier (1940)
- Il ponte dei sospiri, regia di Mario Bonnard (1940)
- Il signore della taverna, regia di Amleto Palermi (1940)
- Lucrezia Borgia, regia di Hans Hinrich (1940)
- Miseria e nobiltà, regia di Corrado D'Errico (1940)
- È caduta una donna, regia di Alfredo Guarini (1941)
- Tosca, regia di Jean Renoir (1941)
- Una volta alla settimana, regia di Ákos Ráthonyi (1941)
- Notte di fortuna, regia di Raffaello Matarazzo (1941)
- Villa da vendere, regia di Ferruccio Cerio (1941)
- Primo amore, regia di Carmine Gallone (1941)
- Amore imperiale, regia di Alessandro Wolkoff (1941)
- Arriviamo noi!, regia di Amleto Palermi (1942)
- Carmen, regia di Christian-Jaque (1942)
- Una signora dell'Ovest, regia di Carl Koch (1942)
- L'usuraio, regia di Harry Hasso (1942)
- La fortuna viene dal cielo, regia di Ákos Ráthonyi (1942)
- Maria Malibran, regia di Guido Brignone (1942)
- La principessa del sogno, regia di Roberto Savarese (1942)
- Casanova farebbe così!, regia di Carlo Ludovico Bragaglia (1942)
- Giorno di nozze, regia di Raffaello Matarazzo (1942)
- Nessuno torna indietro, regia di Alessandro Blasetti (1943)
- Silenzio, si gira!, regia di Carlo Campogalliani (1943)
- Il cappello da prete, regia di Ferdinando Maria Poggioli (1944)
- Il fiore sotto gli occhi, regia di Guido Brignone (1944)
- Vietato ai minorenni, regia di Mario Massa (1944)